# Yūji Naka
Yūji Naka (中 裕司, Naka Yūji?), nacido el 17 de septiembre de 1965 en Osaka, Prefectura de Osaka, es un diseñador de videojuegos, programador, primer jefe del Sonic Team (un grupo de programadores y diseñadores de Sega), director de la empresa Prope y además el programador líder del juego original Sonic the Hedgehog.
Después de graduarse de la escuela secundaria, Naka decidió no ir a la universidad y quedarse en su ciudad natal. Durante ese tiempo, Naka trabajó largas jornadas en varios trabajos no muy importantes. Después de dejar su último trabajo, Naka se enteró de que Sega buscaba programadores asistentes. Después de una corta entrevista, fue contratado y comenzó a trabajar en un juego llamado Girl's Garden, del cual obtuvo buenas críticas y la apreciación de los aficionados. Él programó el original Sonic the Hedgehog, mientras que Naoto Ōshima diseñó el personaje y アラコン diseñó los escenarios Y Las Historias de Sonic  the Hedgehog. Naka ha producido otros juegos como Nights into Dreams..., Burning Rangers y Phantasy Star Online. En sus primeros juegos fue acreditado como "YU2" (en referencia a Yu Suzuki) y "Muuu Yūji". Es uno de los pocos diseñadores de juegos japoneses capaz de hablar inglés fluido.
También, Naka contribuyó a crear el popular juego de EyeToy para PlayStation 2 Sega Superstars, y es mencionado en Shadow the Hedgehog cuando los soldados GUN ocasionalmente dicen "Mister Yūji Naka is all right" (el señor Yūji Naka está bien).
En 2022, dijo que lo sacaron de Balan Wonderworld antes de su lanzamiento y demandó a Square Enix. Ese noviembre, Naka fue arrestado por sospechas de tráfico de información privilegiada durante su tiempo en Square Enix.

## Actividad
En noticias del 16 de marzo de 2006, Naka anunció que tenía la intención de crear su propio estudio de videojuegos, independiente de Sega y Sega Studio USA (más conocido como Sonic Team USA). Esta decisión se asemeja a la salida de Naoto Ōshima del Sonic Team en 1999, tiempo en el que fundó Artoon.
En abril de 2006 la revista de videojuegos japonesa Famitsu publicó un rumor diciendo que un creador de videojuegos que recientemente se había independizado estaba creando un juego con un payaso volador para la consola Wii. Mucha gente creyó que el desarrollador era Naka y el juego sería una secuela de Nights into Dreams....
Sin embargo, de acuerdo a IGN, la historia del rumor da a creer que tiene algo que ver con el creador de un personaje famoso barbudo, una descripción que no encaja con Naka.
En 2016 fue galardonado con el Premio Bizkaia del Fun & Serious Game Festival, el cual tiene lugar en Bilbao.
Naka se unió a Square Enix en enero de 2018. En septiembre de 2019, Naka anunció que estaba trabajando en un juego para la compañía llamado Balan Wonderworld. Ya no trabajaba en la empresa para 2021 y dijo que estaba considerando jubilarse. En abril de 2022, Naka anunció que había demandado a Square Enix después de haber sido destituido como director de Balan Wonderworld seis meses antes de su lanzamiento. Dijo que Square Enix y el desarrollador del juego, Arzest, no "les importan ni los juegos ni los fans".
El 17 de noviembre de 2022, Naka fue arrestado junto con otros dos ex empleados de Square Enix, Taisuke Sasaki y Fumiaki Suzuki, por la Fiscalía del Distrito de Tokio y acusado de violar la Ley de Intercambio e Instrumentos Financieros de 2006. La Fiscalía los acusó. de uso de información privilegiada relacionada con información no pública sobre el juego Dragon Quest Tact de 2020. Naka supuestamente compró 10.000 acciones del desarrollador, Aiming, antes de que se hiciera pública la información; se alega que los otros dos hombres compraron más de 160.000 acciones. El 7 de diciembre del mismo año, Naka fue arrestado nuevamente, acusado de haber comprado 144,7 millones de yenes en acciones del desarrollador ATeam antes de su juego Final Fantasy VII: The First Soldier fue anunciado.

## Emulación
Yūji Naka también es conocido por el desarrollo de un emulador de NES para Sega Mega Drive, durante su tiempo libre, pero que nunca fue lanzado debido a motivos legales.